# 黃金的二十年代

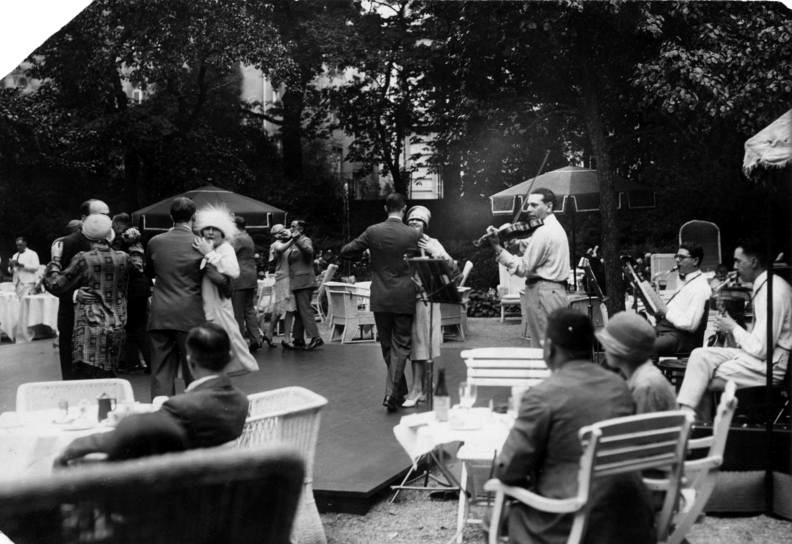
Esplanade酒店花園裡的茶舞會，1926年柏林

黃金的二十年代（德語：Goldene Zwanziger），又稱快樂的二十年代（The Happy Twenties），是指1920年代的德國，開始於第一次世界大戰結束，終結於1929年華爾街崩盤。在德語中這一時代被稱為Goldene Zwanziger，用來形容這一時代的經濟發展、自由主義價值觀的蔓延、藝術領域上對實驗性和創造性的追求。在此之前，魏瑪共和國於1919年至1923年經歷了惡性通貨膨脹。直到政府採取激進的改革措施後才使得德國擁有穩定的經濟環境。當時的德國與美國有眾多類似的社會現象。

## 外部連結
- Fashion of the Golden Twenties (1920-23) （页面存档备份，存于）
- http://www.cabaret-berlin.com/?p=264 （页面存档备份，存于） （页面存档备份，存于）'
- https://www.wsj.com/articles/SB10001424052970203471004577141353667947254 （页面存档备份，存于）
- https://courses.cit.cornell.edu/his452/Alcohol/germancabaret.html#an4 （页面存档备份，存于）
- https://web.archive.org/web/20161021094808/http://www.planet-schule.de/wissenspool/20er-jahre/inhalt/hintergrund.html